# Statistiche della nazionale femminile di rugby a 15 dell'Italia
Statistiche aggiornate al 17 marzo 2019.

## Statistiche di squadra

### Incontri disputati

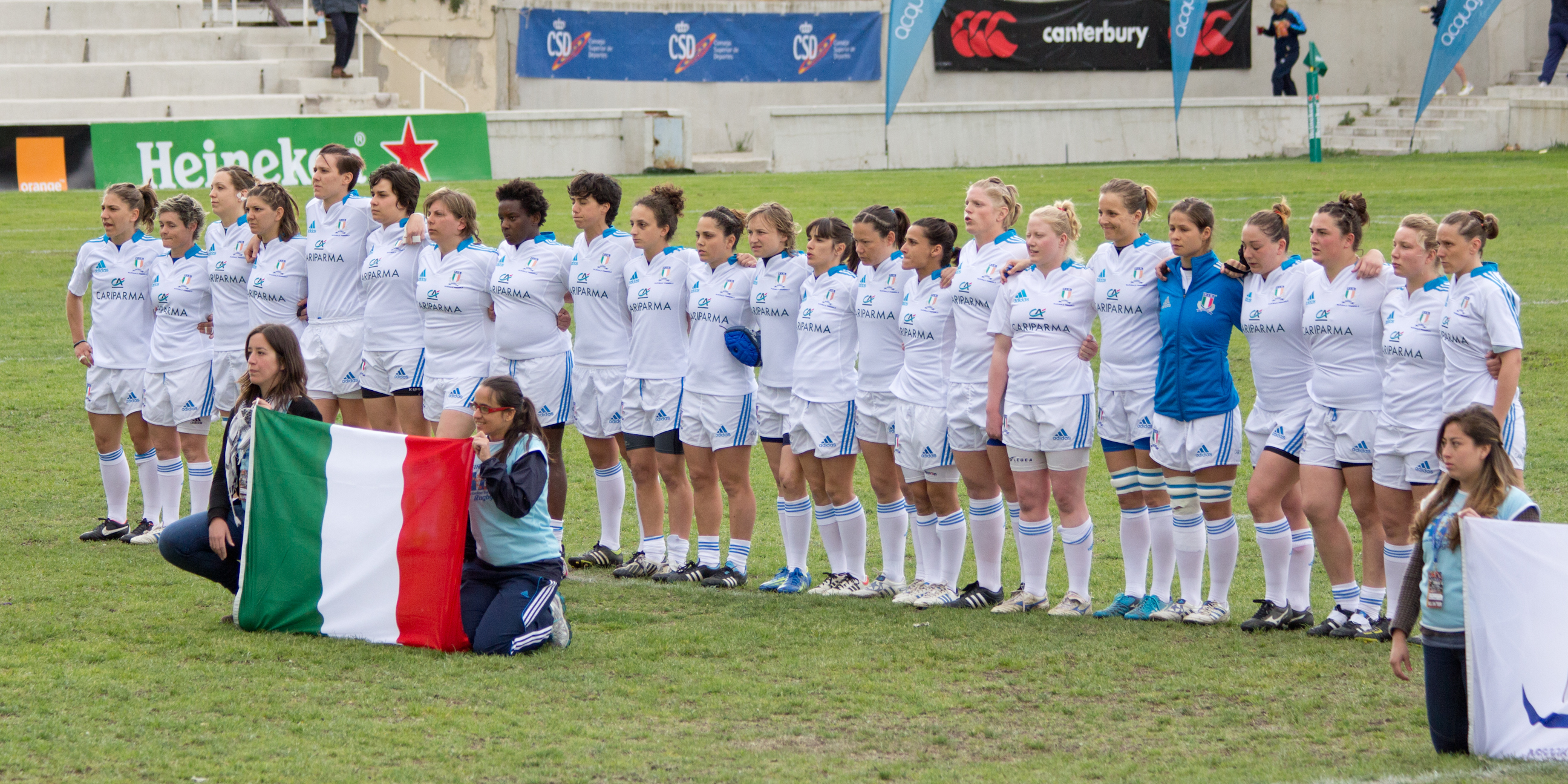
L' in un incontro di qualificazione alla contro la

| Data              | Sede                | Incontro                    | Note                      |
| ----------------- | ------------------- | --------------------------- | ------------------------- |
| 22 giugno 1985    | Riccione            | Italia — Francia 0-0        | Test match                |
| 18 maggio 1986    | Bardos              | Francia — Italia 12-0       | Test match                |
| 17 maggio 1987    | Roma                | Italia — Francia 4-16       | Test match                |
| 21 maggio 1988    | Bourg-en-Bresse     | Gran Bretagna — Italia 32-9 | Campionato europeo        |
| 22 maggio 1988    | Bourg-en-Bresse     | Francia — Italia 16-3       | Campionato europeo        |
| 23 maggio 1988    | Bourg-en-Bresse     | Italia — Paesi Bassi 6-10   | Campionato europeo        |
| 18 marzo 1990     | Birmingham          | Gran Bretagna — Italia 32-0 | Test match                |
| 8 aprile 1991     | Llanharan           | Inghilterra — Italia 25-9   | Coppa del Mondo           |
| 10 aprile 1991    | Cardiff             | Italia — Spagna 7-13        | Coppa del Mondo           |
| 11 aprile 1991    | Cardiff             | Italia — Svezia 18-0        | Coppa del Mondo           |
| 12 aprile 1991    | Cardiff             | Canada — Italia 6-0         | Coppa del Mondo           |
| 13 marzo 1993     | Rho                 | Italia — Paesi Bassi 8-5    | Test match                |
| 4 aprile 1993     | Rovigo              | Italia — Francia 0-24       | Test match                |
| 12 aprile 1995    | Treviso             | Italia — Spagna 0-5         | Campionato europeo        |
| 16 aprile 1995    | Treviso             | Italia — Paesi Bassi 23-19  | Campionato europeo        |
| 30 aprile 1995    | Edimburgo           | Scozia — Italia 10-12       | Test match                |
| 8 aprile 1996     | Madrid              | Francia — Italia 53-0       | Campionato europeo        |
| 12 aprile 1996    | Madrid              | Italia — Paesi Bassi 11-6   | Campionato europeo        |
| 13 aprile 1996    | Madrid              | Italia — Germania 39-0      | Campionato europeo        |
| 2 aprile 1997     | Nizza               | Italia — Scozia 7-31        | Campionato europeo        |
| 4 aprile 1997     | Nizza               | Italia — Irlanda 13-5       | Campionato europeo        |
| 6 aprile 1997     | Nizza               | Italia — Paesi Bassi 24-26  | Campionato europeo        |
| 2 maggio 1998     | Amsterdam           | Italia — Scozia 8-37        | Coppa del Mondo           |
| 5 maggio 1998     | Amsterdam           | Germania — Italia 5-34      | Coppa del Mondo           |
| 9 maggio 1998     | Amsterdam           | Italia — Russia 51-7        | Coppa del Mondo           |
| 12 maggio 1998    | Amsterdam           | Irlanda — Italia 20-5       | Coppa del Mondo           |
| 15 maggio 1998    | Amsterdam           | Italia — Galles 10-12       | Coppa del Mondo           |
| 19 aprile 1999    | Belluno             | Italia — Scozia 15-43       | Campionato europeo        |
| 21 aprile 1999    | Belluno             | Italia — Galles 17-28       | Campionato europeo        |
| 24 aprile 1999    | Belluno             | Italia — Paesi Bassi 50-18  | Campionato europeo        |
| 8 maggio 2000     | Roquetas de Mar     | Spagna — Italia 58-16       | Campionato europeo        |
| 10 maggio 2000    | El Ejido            | Italia — Galles 24-25       | Campionato europeo        |
| 13 maggio 2000    | Roquetas de Mar     | Italia — Germania 27-5      | Campionato europeo        |
| 6 maggio 2001     | Lilla               | Spagna — Italia 34-3        | Campionato europeo        |
| 10 maggio 2001    | Lilla               | Italia — Kazakistan 0-20    | Campionato europeo        |
| 12 maggio 2001    | Lilla               | Irlanda — Italia 9-8        | Campionato europeo        |
| 20 marzo 2002     | San Donà di Piave   | Italia — Germania 16-0      | Campionato europeo        |
| 23 marzo 2002     | Treviso             | Italia — Svezia 35-24       | Campionato europeo        |
| 13 maggio 2002    | Barcellona          | Inghilterra — Italia 63-9   | Coppa del Mondo           |
| 17 maggio 2002    | Barcellona          | Italia — Giappone 30-3      | Coppa del Mondo           |
| 20 maggio 2002    | Barcellona          | Galles — Italia 35-3        | Coppa del Mondo           |
| 24 maggio 2002    | Barcellona          | Italia — Kazakistan 3-20    | Coppa del Mondo           |
| 1º maggio 2003    | Malmö               | Italia — Spagna 5-29        | Campionato europeo        |
| 3 maggio 2003     | Malmö               | Svezia — Italia 15-10       | Campionato europeo        |
| 2 maggio 2004     | Tolosa              | Inghilterra — Italia 73-7   | Campionato europeo        |
| 5 maggio 2004     | Tolosa              | Irlanda — Italia 14-5       | Campionato europeo        |
| 8 maggio 2004     | Tolosa              | Italia — Svezia 13-0        | Campionato europeo        |
| 7 aprile 2005     | Amburgo             | Germania — Italia 0-52      | Campionato europeo        |
| 9 aprile 2005     | Amburgo             | Italia — Paesi Bassi 22-3   | Campionato europeo        |
| 22 ottobre 2005   | Treviso             | Italia — Galles 11-14       | Test match                |
| 23 aprile 2006    | San Donà di Piave   | Italia — Belgio 34-0        | Campionato europeo        |
| 23 aprile 2006    | San Donà di Piave   | Italia — Russia 30-0        | Campionato europeo        |
| 26 aprile 2006    | San Donà di Piave   | Italia — Svezia 33-0        | Campionato europeo        |
| 30 aprile 2006    | San Donà di Piave   | Italia — Paesi Bassi 28-7   | Campionato europeo        |
| 18 novembre 2006  | Cardiff             | Galles — Italia 31-7        | Test match                |
| 4 febbraio 2007   | Biella              | Italia — Francia 17-37      | Sei Nazioni               |
| 10 febbraio 2007  | Londra              | Inghilterra — Italia 23 ? 0 | Sei Nazioni               |
| 24 febbraio 2007  | Edimburgo           | Scozia — Italia 26 ? 6      | Sei Nazioni               |
| 11 marzo 2007     | Roma                | Italia — Galles 0 ? 24      | Sei Nazioni               |
| 17 marzo 2007     | Roma                | Italia — Irlanda 12-17      | Sei Nazioni               |
| 28 aprile 2007    | Barcellona          | Spagna — Italia 15-6        | Campionato europeo        |
| 30 aprile 2007    | Barcellona          | Inghilterra — Italia 41-11  | Campionato europeo        |
| 2 maggio 2007     | Barcellona          | Italia — Russia 50-5        | Campionato europeo        |
| 5 maggio 2007     | Barcellona          | Italia — Svezia 0-6         | Campionato europeo        |
| 1º febbraio 2008  | Dublino             | Irlanda — Italia 19-0       | Sei Nazioni               |
| 9 febbraio 2008   | Roma                | Italia — Inghilterra 6-76   | Sei Nazioni               |
| 24 febbraio 2008  | Taff's Well         | Galles — Italia 27-5        | Sei Nazioni               |
| 8 marzo 2008      | Lione               | Francia — Italia 35-6       | Sei Nazioni               |
| 16 marzo 2008     | Mira                | Italia — Scozia 31-10       | Sei Nazioni               |
| 7 febbraio 2009   | Londra              | Inghilterra — Italia 69-13  | Sei Nazioni               |
| 14 febbraio 2009  | Colleferro          | Italia — Irlanda 17-35      | Sei Nazioni               |
| 28 febbraio 2009  | Edimburgo           | Scozia — Italia 13-10       | Sei Nazioni               |
| 15 marzo 2009     | Mira                | Italia — Galles 7-29        | Sei Nazioni               |
| 22 marzo 2009     | Torino              | Italia — Francia 10-14      | Sei Nazioni               |
| 17 maggio 2009    | Stoccolma           | Svezia — Italia 16-14       | Campionato europeo        |
| 20 maggio 2009    | Enköping            | Germania — Italia 0-47      | Campionato europeo        |
| 23 maggio 2009    | Stoccolma           | Italia — Spagna 7-12        | Campionato europeo        |
| 5 febbraio 2010   | Ashbourne           | Irlanda — Italia 22-5       | Sei Nazioni               |
| 13 febbraio 2010  | Noceto              | Italia — Inghilterra 0-41   | Sei Nazioni               |
| 28 febbraio 2010  | Colleferro          | Italia — Scozia 6-6         | Sei Nazioni               |
| 13 marzo 2010     | Montpellier         | Francia — Italia 45-14      | Sei Nazioni               |
| 21 marzo 2010     | Bridgend            | Galles — Italia 15-19       | Sei Nazioni               |
| 8 maggio 2010     | Sélestat            | Germania — Italia 0-43      | Campionato europeo        |
| 10 maggio 2010    | Colmar              | Italia — Russia 33-0        | Campionato europeo        |
| 12 maggio 2010    | Haguenau            | Italia — Svezia 10-0        | Campionato europeo        |
| 15 maggio 2010    | Strasburgo          | Italia — Spagna 13-31       | Campionato europeo        |
| 6 febbraio 2011   | Rovigo              | Italia — Irlanda 5-26       | Sei Nazioni               |
| 12 febbraio 2011  | Esher               | Inghilterra — Italia 68-5   | Sei Nazioni               |
| 27 febbraio 2011  | Viareggio           | Italia — Galles 12-8        | Sei Nazioni               |
| 13 marzo 2011     | Benevento           | Italia — Francia 20-28      | Sei Nazioni               |
| 20 marzo 2011     | Edimburgo           | Scozia — Italia 0-26        | Sei Nazioni               |
| 29 ottobre 2011   | Nizza               | Francia — Italia 37-0       | Test match                |
| 5 febbraio 2012   | Riom                | Francia — Italia 32-0       | Sei Nazioni               |
| 12 febbraio 2012  | Parabiago           | Italia — Inghilterra 3-43   | Sei Nazioni               |
| 24 febbraio 2012  | Ashbourne (Irlanda) | Irlanda — Italia 40-10      | Sei Nazioni — Qual. mond. |
| 10 marzo 2012     | Cardiff             | Galles — Italia 30-13       | Sei Nazioni — Qual. mond. |
| 18 marzo 2012     | Rovato              | Italia — Scozia 29-12       | Sei Nazioni — Qual. mond. |
| 13 maggio 2012    | Rovereto            | Italia — Francia 19-22      | Campionato europeo        |
| 16 maggio 2012    | Rovereto            | Italia — Inghilterra 8-32   | Campionato europeo        |
| 19 maggio 2012    | Rovereto            | Italia — Spagna 54-3        | Campionato europeo        |
| 18 novembre 2012  | Roma                | Italia — Stati Uniti 20-34  | Test match                |
| 3 dicembre 2012   | Roma                | Italia — Spagna 29-12       | Test match                |
| 2 febbraio 2013   | Rovato              | Italia — Francia 13-12      | Sei Nazioni               |
| 10 febbraio 2013  | Dundee              | Scozia — Italia 0-8         | Sei Nazioni — Qual. mond. |
| 24 febbraio 2013  | Benevento           | Italia — Galles 15-16       | Sei Nazioni — Qual. mond. |
| 9 marzo 2013      | Esher               | Inghilterra — Italia 34-0   | Sei Nazioni               |
| 17 marzo 2013     | Parabiago           | Italia — Irlanda 3-6        | Sei Nazioni — Qual. mond. |
| 20 aprile 2013    | Madrid              | Italia — Samoa 65-22        | Qualificazioni mondiali   |
| 23 aprile 2013    | Madrid              | Italia — Scozia 27-3        | Qualificazioni mondiali   |
| 27 aprile 2013    | Madrid              | Spagna — Italia 38-7        | Qualificazioni mondiali   |
| 2 febbraio 2014   | Port Talbot         | Galles — Italia 11-12       | Sei Nazioni               |
| 8 febbraio 2014   | Blagnac             | Francia — Italia 29-0       | Sei Nazioni               |
| 23 febbraio 2014  | Caserta             | Italia — Scozia 45-5        | Sei Nazioni               |
| 8 marzo 2014      | Dublino             | Irlanda — Italia 39-0       | Sei Nazioni               |
| 16 marzo 2014     | Rovato              | Italia — Inghilterra 0-24   | Sei Nazioni               |
| 23 novembre 2014  | Avezzano            | Italia — Scozia 27-3        | Test match                |
| 6 febbraio 2015   | Firenze             | Italia — Irlanda 5-30       | Sei Nazioni               |
| 15 febbraio 2015  | Londra              | Inghilterra — Italia 39-7   | Sei Nazioni               |
| 1º marzo 2015     | Cumbernauld         | Scozia — Italia 8-31        | Sei Nazioni — Qual. mond. |
| 14 marzo 2015     | Badia Polesine      | Italia — Francia 17-12      | Sei Nazioni               |
| 21 marzo 2015     | Padova              | Italia — Galles 23-5        | Sei Nazioni — Qual. mond. |
| 6 febbraio 2016   | Bourg-en-Bresse     | Francia — Italia 39-0       | Sei Nazioni               |
| 13 febbraio 2016  | Ivrea               | Italia — Inghilterra 24-33  | Sei Nazioni               |
| 28 febbraio 2016  | Bologna             | Italia — Scozia 22-7        | Sei Nazioni — Qual. mond. |
| 13 marzo 2016     | Dublino             | Irlanda — Italia 14-3       | Sei Nazioni               |
| 20 marzo 2016     | Port Talbot         | Galles — Italia 12-16       | Sei Nazioni — Qual. mond. |
| 4 febbraio 2017   | Jesi                | Italia — Galles 8-20        | Sei Nazioni               |
| 12 febbraio 2017  | L'Aquila            | Italia — Irlanda 3-27       | Sei Nazioni               |
| 25 febbraio 2017  | Londra              | Inghilterra — Italia 29-15  | Sei Nazioni               |
| 12 marzo 2017     | Parma               | Italia — Francia 5-28       | Sei Nazioni               |
| 17 marzo 2017     | Cumbernauld         | Scozia — Italia 14-12       | Sei Nazioni               |
| 9 agosto 2017     | Dublino             | Stati Uniti — Italia 24-12  | Coppa del Mondo           |
| 13 agosto 2017    | Dublino             | Inghilterra — Italia 56-13  | Coppa del Mondo           |
| 17 agosto 2017    | Dublino             | Italia — Spagna 8-22        | Coppa del Mondo           |
| 22 agosto 2017    | Belfast             | Italia — Giappone 22-0      | Coppa del Mondo           |
| 26 agosto 2017    | Belfast             | Italia — Spagna 20-15       | Coppa del Mondo           |
| 4 febbraio 2018   | Reggio Emilia       | Italia — Inghilterra 7-42   | Sei Nazioni               |
| 11 febbraio 2018  | Dublino             | Irlanda — Italia 21-8       | Sei Nazioni               |
| 24 febbraio 2018  | Furiani             | Francia — Italia 57-0       | Sei Nazioni               |
| 11 marzo 2018     | Cardiff             | Galles — Italia 15-22       | Sei Nazioni               |
| 18 marzo 2018     | Padova              | Italia — Scozia 26-12       | Sei Nazioni               |
| 4 novembre 2018   | Calvisano           | Italia — Scozia 38-0        | Test match                |
| 25 novembre 2018  | Prato               | Italia — Sudafrica 35-10    | Test match                |
| 1º febbraio 2019  | Glasgow             | Scozia — Italia 7-28        | Sei Nazioni               |
| 9 febbraio 2019   | Lecce               | Italia — Galles 3-3         | Sei Nazioni               |
| 23 febbraio 2019  | Parma               | Italia — Irlanda 29-27      | Sei Nazioni               |
| 9 marzo 2019      | Exeter              | Inghilterra — Italia 55-0   | Sei Nazioni               |
| 17 marzo 2019     | Padova              | Italia — Francia 31-12      | Sei Nazioni               |
| 16 novembre 2019  | L'Aquila            | Italia — Giappone 17-17     | Test match                |
| 23 novembre 2019  | Bedford             | Inghilterra — Italia 64-3   | Test match                |
| 2 febbraio 2020   | Cardiff             | Galles — Italia 15-19       | Sei Nazioni               |
| 8 febbraio 2020   | Limoges             | Francia — Italia 45-10      | Sei Nazioni               |
| 24 ottobre 2020   | Dublino             | Irlanda — Italia 21-7       | Sei Nazioni               |
| 1º novembre 2020  | Parma               | Italia — Inghilterra 0-54   | Sei Nazioni               |
| 10 aprile 2021    | Parma               | Italia — Inghilterra 3-67   | Sei Nazioni               |
| 17 aprile 2021    | Glasgow             | Scozia — Italia 20-41       | Sei Nazioni               |
| 24 aprile 2021    | Dublino             | Irlanda — Italia 25-5       | Sei Nazioni               |
| 13 settembre 2021 | Parma               | Scozia — Italia 13-38       | Qualificazioni mondiali   |
| 19 settembre 2021 | Parma               | Irlanda — Italia 15-7       | Qualificazioni mondiali   |
| 25 settembre 2021 | Parma               | Italia — Spagna 34-10       | Qualificazioni mondiali   |

### Riepilogo per avversario

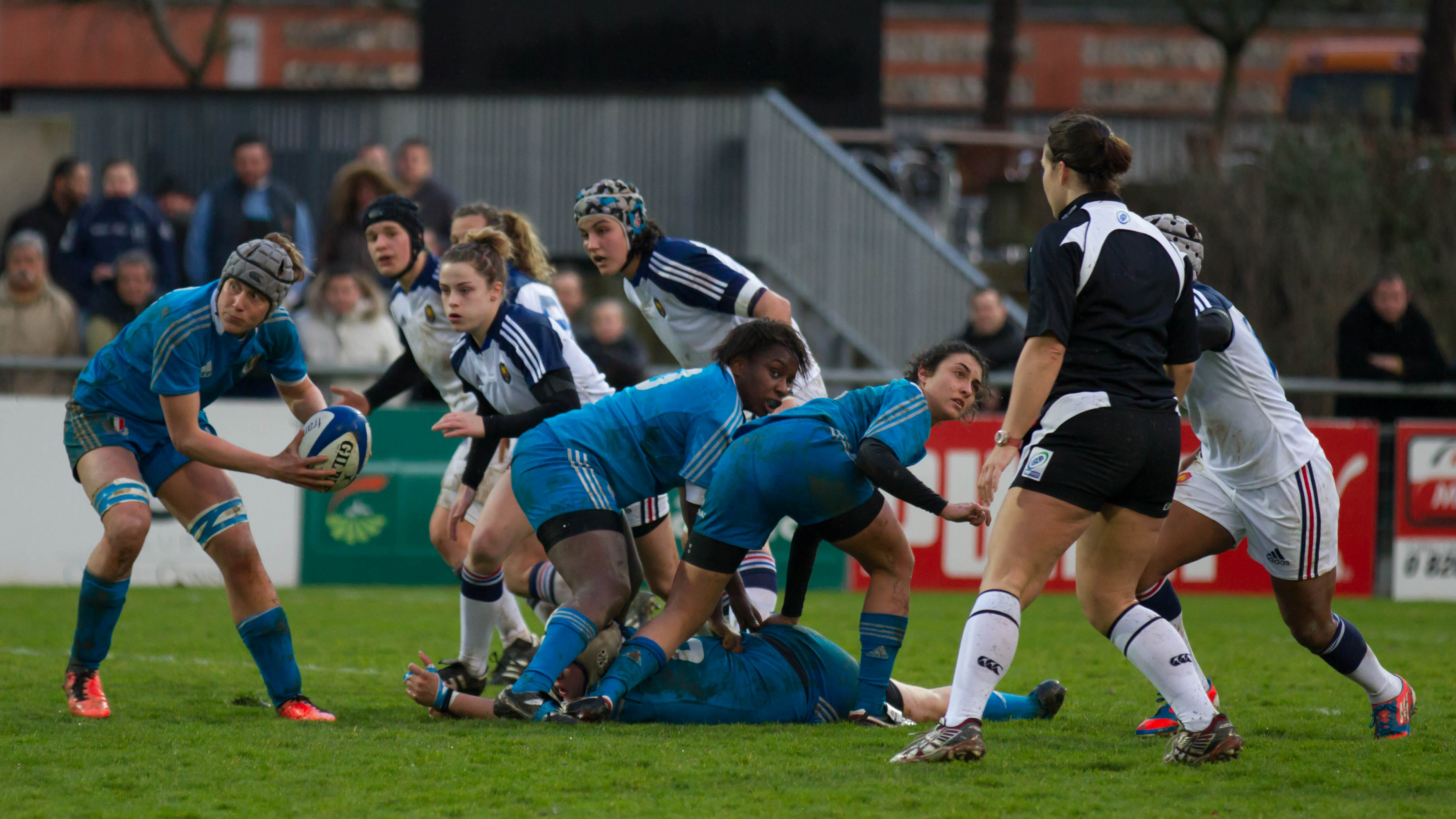
L'Italia al Sei Nazioni 2014 contro la, l'avversario più frequentemente incontrato dalle Azzurre

| Avversario      | Primo incontro  | G   | V  | N | P  | PF    | PS    | % V/G |
| --------------- | --------------- | --- | -- | - | -- | ----- | ----- | ----- |
| Belgio          | 2006            | 1   | 1  | 0 | 0  | 34    | 0     | 100   |
| Canada          | 1991            | 1   | 0  | 0 | 1  | 0     | 6     | 0     |
| Francia         | 1985            | 22  | 3  | 1 | 18 | 169   | 603   | 13,6  |
| Galles          | 1998            | 20  | 7  | 1 | 12 | 241   | 364   | 35,0  |
| Germania        | 1996            | 7   | 7  | 0 | 0  | 258   | 10    | 100   |
| Giappone        | 2002            | 2   | 2  | 1 | 0  | 69    | 20    | 66,6  |
| Gran Bretagna   | 1988            | 2   | 0  | 0 | 2  | 9     | 64    | 0     |
| Inghilterra     | 1991            | 22  | 0  | 0 | 22 | 156   | 1051  | 0     |
| Irlanda         | 1997            | 20  | 2  | 0 | 18 | 175   | 402   | 10,0  |
| Kazakistan      | 2001            | 2   | 0  | 0 | 2  | 3     | 40    | 0     |
| Paesi Bassi     | 1988            | 8   | 6  | 0 | 2  | 172   | 94    | 75    |
| Russia          | 1998            | 4   | 4  | 0 | 0  | 164   | 12    | 100   |
| Samoa           | 2013            | 1   | 1  | 0 | 0  | 65    | 22    | 100   |
| Scozia          | 1995            | 21  | 14 | 1 | 6  | 466   | 277   | 66,6  |
| Spagna          | 1991            | 14  | 4  | 0 | 10 | 201   | 275   | 28,6  |
| Stati Uniti     | 2012            | 2   | 0  | 0 | 2  | 32    | 58    | 0     |
| Sudafrica       | 2018            | 1   | 1  | 0 | 0  | 35    | 10    | 100   |
| Svezia          | 1991            | 8   | 5  | 0 | 3  | 155   | 69    | 62,5  |
| Totale generale | Totale generale | 159 | 57 | 4 | 98 | 2 394 | 3 377 | 35,8  |

### Confronti nel Sei Nazioni
| Avversario      | Primo incontro  | G  | V  | N | P  | PF  | PS    | % V/G |
| --------------- | --------------- | -- | -- | - | -- | --- | ----- | ----- |
| Francia         | 2007            | 13 | 3  | 0 | 10 | 133 | 380   | 23    |
| Galles          | 2007            | 13 | 6  | 1 | 6  | 154 | 215   | 46    |
| Inghilterra     | 2007            | 13 | 0  | 0 | 13 | 80  | 567   | 0     |
| Irlanda         | 2007            | 13 | 1  | 0 | 12 | 130 | 323   | 7,7   |
| Scozia          | 2007            | 13 | 8  | 1 | 4  | 280 | 120   | 61,5  |
| Totale generale | Totale generale | 65 | 18 | 2 | 45 | 777 | 1 605 | 27,7  |

### Confronti in Coppa del Mondo
| Avversario      | Primo incontro  | G  | V | N | P  | PF  | PS  | % V/G |
| --------------- | --------------- | -- | - | - | -- | --- | --- | ----- |
| Galles          | 1998            | 2  | 0 | 0 | 2  | 13  | 47  | 0%    |
| Inghilterra     | 1991            | 3  | 0 | 0 | 3  | 31  | 144 | 0%    |
| Germania        | 1998            | 1  | 1 | 0 | 0  | 34  | 5   | 100%  |
| Giappone        | 2002            | 2  | 2 | 0 | 0  | 52  | 3   | 100%  |
| Irlanda         | 1998            | 1  | 0 | 0 | 1  | 5   | 20  | 0%    |
| Kazakistan      | 2002            | 1  | 0 | 0 | 1  | 3   | 20  | 0%    |
| Russia          | 1998            | 1  | 1 | 0 | 0  | 51  | 7   | 100%  |
| Scozia          | 1998            | 1  | 0 | 0 | 1  | 8   | 37  | 0%    |
| Spagna          | 1991            | 3  | 1 | 0 | 2  | 35  | 50  | 33,3% |
| Stati Uniti     | 2017            | 1  | 0 | 0 | 1  | 12  | 24  | 0%    |
| Totale generale | Totale generale | 16 | 5 | 0 | 11 | 244 | 357 | 33,3% |

## Statistiche individuali

### Presenze
| Presenze | Giocatrice         | Anni      |
| -------- | ------------------ | --------- |
| 103      | Sara Barattin      | 2005-2023 |
| 100      | Lucia Gai          | 2010-2024 |
| 98       | Sofia Stefan       | 2011-     |
| 92       | Michela Sillari    | 2012-     |
| 89       | Manuela Furlan     | 2009-2022 |
| 87       | Michela Tondinelli | 1990-2013 |
| 86       | Beatrice Rigoni    | 2014-     |
| 82       | Veronica Schiavon  | 2001-2017 |
| 76       | Melissa Bettoni    | 2011-2022 |
| 76       | Paola Zangirolami  | 2003-2017 |

### Punti
| Punti | Giocatrice         | Anni      |
| ----- | ------------------ | --------- |
| 383   | Veronica Schiavon  | 2002-2017 |
| 310   | Michela Sillari    | 2012-     |
| 166   | Michela Tondinelli | 1990-2013 |
| 140   | Beatrice Rigoni    | 2014-     |
| 114   | Monica Zanetti     | ?-?       |
| 100   | Manuela Furlan     | 2009-2022 |
| 90    | Sofia Stefan       | 2011-     |
| 81    | Lorena Nave        | 1985-2000 |
| 75    | Sara Barattin      | 2005-2023 |
| 70    | Melissa Bettoni    | 2011-2022 |